# Honoré Barthélémy
Albert Honoré Joseph Barthélémy (Parigi, 25 settembre 1891 – Parigi, 12 maggio 1964) è stato un ciclista su strada, pistard e ciclocrossista francese.
Professionista dal 1918 al 1927, ottenne cinque vittorie di tappa al Tour de France corsa che terminò sul podio nel 1921 e conquistò per due volte il Bol d'Or, corsa su pista francese di derny di cui detiene il record imbattuto di chilometri percorsi, 1035,114, in ventiquattro ore.

## Carriera
Soprannominato Le Hargneux, fu protagonista alle edizioni Tour de France corse negli anni dieci e venti del Novecento e nelle corse francesi, dalle classiche come la Parigi-Roubaix a quelle di minor prestigio.
Messosi in luce nel 1912, quando vinse il campionato nazionale in linea nella categoria indipendenti, decise di mettersi a correre senza squadra tra i professionisti nel 1918, dove fu subito notato dai dirigenti della La Sportive, dopo un secondo posto nella Trouville-Parigi e un ottavo nella Parigi-Tours.
Con la casacca della squadra francese nel 1919 si piazzò quarto nella Parigi-Tours, sesto nella Parigi-Bruxelles, terzo nella Parigi-Roubaix, secondo nella Strasburgo-Parigi e nel campionato nazionale. Inoltre partecipò al Tour de France dove vinse quattro tappe e chiuse quinto nella classifica generale.
Nel 1920 non ottenne successi, ma divers piazzamenti: fu terzo nella Parigi-Metz, nella Parigi-Nancy e nella Bordeaux-Parigi. A fine stagione fu secondo nella Parigi-Tours e nel campionato nazionale francese di ciclocross. Al Tour de France terminò ottavo.
L'anno successivo tornò a vincere al Tour, aggiudicandosi la dodicesima tappa, mentre ai campionati francesi fu quarto in quello in linea e quinto nel ciclocross.
Nel 1925 torna alla ribalta con la vittoria della Bol d'Or, che ripeterà nel 1927, anno in cui terminò la sua carriera ciclistica.

## Palmarès
- 1911 (Indipendente)

Parigi-Dieppe
- 1912 (Indipendente)

Campionati francesi, Prova in linea Indipendenti
Reims-Dinant
- 1918

Parigi-Le Mans
- 1919

6ª tappa Tour de France
9ª tappa Tour de France
10ª tappa Tour de France
11ª tappa Tour de France
- 1921

2ª tappa Parigi-Saint Etienne
Classifica generale Parigi-Saint Etienne
12ª tappa Tour de France

### Pista
- 1925

Bol d'Or
- 1927

Bol d'Or

## Piazzamenti

### Grandi giri
- Tour de France

1919: 5º
1920: 8º
1921: 3º
1922: ritirato (11ª tappa)
1923: ritirato (3ª tappa)
1924: ritirato (6ª tappa)
1925: ritirato (7ª tappa)
1927: ritirato (9ª tappa)

### Classiche
- Parigi-Roubaix

1919: 3º
1920: 4º
1921: 11º
1922: 15º
1925: 47º
1926: 53º
1927: 81º